# Samuel (patriarcha serbski)
Samuel, imię świeckie Sawa Маširević (ur. 1803 w Somborze, zm. 20 stycznia 1870) – serbski biskup prawosławny, metropolita karłowicki i patriarcha serbski w latach 1864–1870.

## Życiorys
Ukończył gimnazjum i seminarium duchowne, jak również studia prawnicze. W wieku dwudziestu trzech lat wstąpił do monasteru Krušedol, składając wieczyste śluby mnisze przed jego przełożonym, archimandrytą Dymitrem. 
W kolejnych latach służył jako archidiakon, był również wykładowcą seminarium duchownego we Vršacu, następnie otrzymał godność archimandryty i został przełożonym monasteru św. Jerzego w Bezdinie (eparchia budzińska). Nominację biskupią otrzymał 30 października 1852, zaś 8 maja 1858 został wyświęcony na biskupa temesvarskiego.
Był administratorem metropolii karłowickiej po śmierci patriarchy Józefa, następnie serbski sobór elekcyjny wybrał go na ten urząd w 1864. Na okres kierowania przez niego metropolią karłowicką przypadło usamodzielnienie się metropolii Siedmiogrodu, w skład której weszły etnicznie rumuńskie parafie prawosławne w Siedmiogrodzie, dotąd podlegające hierarchom serbskim. Zmarł w 1870 i został pochowany w soborze św. Mikołaja w Sremskich Karlovcach.